# Neobisium nonidezi
Espèce
Synonymes
- Obisium nonidezi Bolivar, 1924

Neobisium nonidezi est une espèce de pseudoscorpions de la famille des Neobisiidae.

## Distribution
Cette espèce est endémique de Navarre en Espagne. Elle se rencontre à Lekunberri dans la grotte Cueva de Akelar et à Larraun dans les grottes Cueva de Putxerri, Cueva de Alzotei, Cueva de Lezegalde et Sima Ormazorreta.

## Description
Le mâle mesure 5,5 mm et la femelle 6,5 mm.

## Systématique et taxinomie
Cette espèce a été décrite sous le protonyme Obisium nonidezi par Bolivar en 1924. Elle est placée dans le genre Neobisium par Beier en 1932.

## Étymologie
Cette espèce est nommée en l'honneur de José Fernández Nonídez.

## Publication originale
- Bolivar, 1924 : Estudios sobre Obisium (Pseudosc.) cavernícolas de la región Vasca. Boletin de la Real Sociedad Española de Historia Natural, vol. 24, p. 101-104 (texte intégral).